# Noriega: God's Favorite
Noriega: God's Favorite (no Brasil: Noriega, o Favorito de Deus) é um filme biográfico de 2000, estrelado por Bob Hoskins como Manuel Noriega.

## Sinopse
Uma cinebiografia e drama político que conta a história da ascensão e queda do general Manuel Antonio Noriega, da extrema pobreza e orfandade até se tornar o ditador militar do Panamá, passando de importante aliado a inimigo dos Estados Unidos. Narra o envolvimento do general com cartéis de drogas e com o governo dos Estados Unidos durante o caso Irã-Contras.

## Elenco
- Bob Hoskins como Manuel Noriega
- Rosa Blasi como Vicky Amador
- Luis Avalos como Presidente Nicky Barletta
- Denise Blasor como Felicidad Noriega
- Nestor Carbonell como Major Moisés Giroldi
- Tony Plana como Coronel Diaz-Herrera
- Sabi Dior como Irwin
- John Verea como Jorge
- Richard Masur como Mark
- David Marshall Grant como narcotraficante
- Michael Sorich como Fidel Castro
- Jorge Luis Abreu como curandeiro
- Edward Edwards como Oliver North
- Susan Africa como Adela Giroldi
- Ivo Cutzarida como Hugo Spadafora

## Recepção
As críticas foram geralmente positivas. Anita Gates, do The New York Times, escreveu: "Se eu tivesse visto Bob Hoskins interpretar Manuel Antonio Noriega anteriormente, teria prestado muito mais atenção à invasão americana do Panamá". Howard Rosenberg, do Los Angeles Times, escreveu que Bob Hoskins "capta melhor as contradições de um homem ao mesmo tempo cativante e desprezível". Um revisor escreveu que "a carreira arrepiante do ditador panamenho Manuel Noriega ultrapassou até as criações surreais de muitos romancistas latino-americanos, tornando-o assim um assunto natural do filme". Hoskins foi indicado ao Satellite Award por seu papel no filme.